# Lancia Ypsilon (2024)
La Lancia Ypsilon (progetto interno L21) è un'autovettura di segmento B prodotta dalla casa automobilistica italiana Lancia a partire dal 2024 nello stabilimento Stellantis di Saragozza in Spagna.
Rappresenta la terza generazione del modello prodotta a partire dal 2003, nonché la prima Lancia disponibile anche  elettrica di serie e la prima su base PSA; è inoltre la prima vettura della casa presentata dalla nascita del gruppo Stellantis.

## Il contesto
La nuova Ypsilon è il primo modello della Rinascita Lancia (o Lancia Renaissance), ovvero il piano della casa automobilistica di costruire una nuova gamma di prodotti di fascia medio-alta, riportando, per la prima volta dal 2017, il marchio fuori dai confini italiani. È stata presentata ufficialmente il 14 febbraio 2024 nell'edizione limitata Cassina, prodotta in soli 1906 esemplari.

## Descrizione

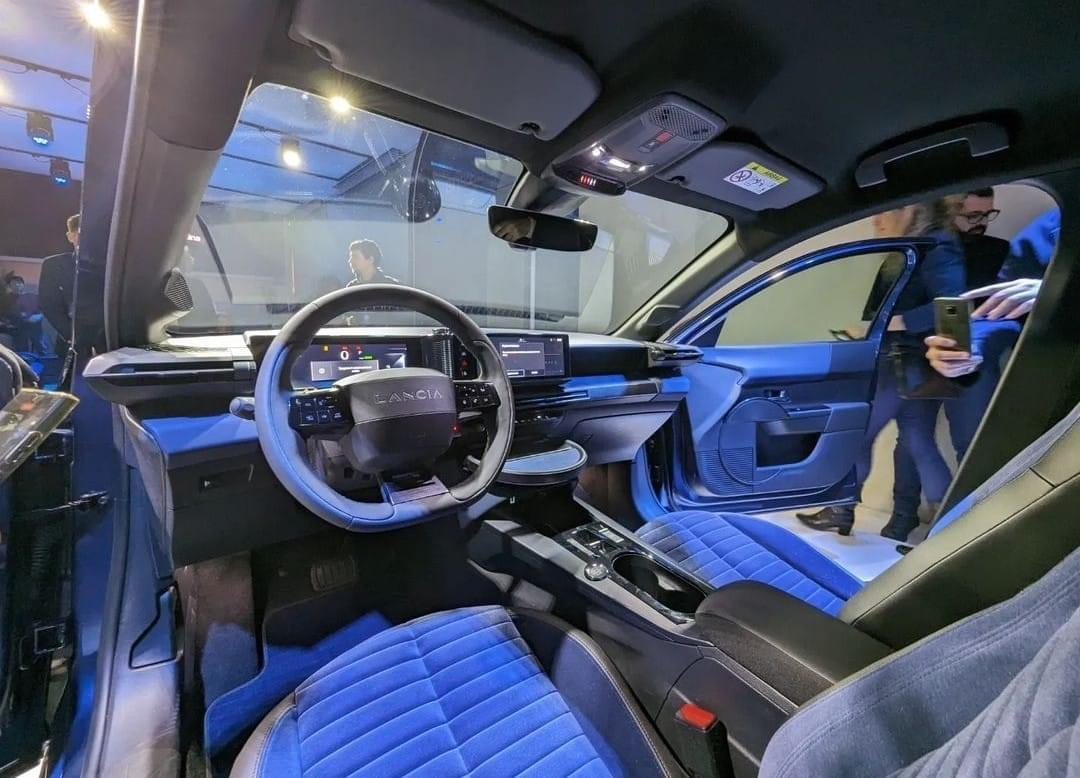
Interni della versione di lancio (edizione limitata Cassina)

La vettura è basata sulla piattaforma CMP del gruppo Stellantis, condividendo quindi gran parte della meccanica con Opel Corsa F e Peugeot 208; è però presente una differenza estetica rispetto a questi modelli, e lo stile rappresenta inoltre un netto distacco dalla precedente generazione, essendo anche una hatchback. Il design esterno è ispirato al concept Pu+Ra HPE, presentato nel 2023, dal quale mutua il calice con le luci diurne a LED nella parte anteriore e il lettering del marchio con i due fari posteriori a cerchio – a loro volta ispirati a quelli della Lancia Stratos – con una Y all'interno nella parte posteriore. Come nel precedente modello, è stata mantenuta la soluzione delle maniglie delle porte posteriori nascoste tra la cornice dei finestrini e i montanti superiori, conferendo maggiore slancio al profilo della vettura.
Questo modello è inoltre il primo ad adottare il sistema di infotainment S.A.L.A., acronimo di Sound Air Light Augmentation, una tecnologia che permette di adattare l'ambiente all’interno della vettura mediante il tocco di un pulsante o il suono della voce, centralizzando le funzioni di audio, climatizzazione e illuminazione.
Per la prima volta dalla Y10, la Ypsilon torna ad avere il quadro strumenti davanti al guidatore e non più al centro.

## Caratteristiche tecniche
La quarta generazione della Ypsilon è disponibile con due motorizzazioni, una elettrica e una benzina mild hybrid. 
La versione elettrica è dotata di un motore anteriore da 400 V prodotto dalla Emotors (realizzato in Francia nel sito di Trémery-Metz dalla joint venture fra Stellantis e la Nidec Leroy-Somer), che produce 156 CV (115 kW) e 260 Nm di coppia, abbinato a una batteria agli ioni di litio da 54 kWh (dal peso di 340 kg e costituito da 17 moduli con 102 celle), che offre un'autonomia stimata secondo il ciclo di omologazione WLTP fino a 403 km in ciclo combinato WLTP e con una ricarica rapida di 24 minuti (per passare dal 20% all’80%) o di 100 km in 10 minuti. Il consumo della vettura è inoltre compreso tra i 14,3 e i 14,6 kWh ogni 100 km.
È disponibile anche una versione con motore ibrido, ovvero con un propulsore benzina/elettrico denominato 1.2 T Gen-3, Turbo Hybrid, a 48V da 100 cv, accoppiato a una trasmissione a doppia frizione a 6 rapporti denominato e-DCS6, che ingloba al suo interno il motore elettrico del sistema ibrido, erogando una potenza complessiva pari a 110 CV. Tale motorizzazione, rispetto alla versione PureTech, introduce numerosi miglioramenti, a partire dagli accorgimenti per ridurre le resistenze interne, il ciclo Miller come ciclo di funzionamento e l'impiego di una catena di distribuzione (più resistente), invece della cinghia a bagno d'olio.

## Riepilogo caratteristiche
| Modello                               | Anno di produzione      | Motore                                 | Alimentazione           | Cilindrata (cm³)        | Potenza CV (kW)/rpm     | Coppia Nm/rpm           | Cambio/Nº rapporti                      | Peso (kg)               | Velocità max (km/h)     | Acceler. 0–100 km/h     | Consumo (l/100 km)      | Emissioni CO2 (g/km)    | Freni (ant./post.)      |
| Benzina/elettrico Turbo               | Benzina/elettrico Turbo | Benzina/elettrico Turbo                | Benzina/elettrico Turbo | Benzina/elettrico Turbo | Benzina/elettrico Turbo | Benzina/elettrico Turbo | Benzina/elettrico Turbo                 | Benzina/elettrico Turbo | Benzina/elettrico Turbo | Benzina/elettrico Turbo | Benzina/elettrico Turbo | Benzina/elettrico Turbo | Benzina/elettrico Turbo |
| ------------------------------------- | ----------------------- | -------------------------------------- | ----------------------- | ----------------------- | ----------------------- | ----------------------- | --------------------------------------- | ----------------------- | ----------------------- | ----------------------- | ----------------------- | ----------------------- | ----------------------- |
| 1.2 T Gen-3 100 Mild-Hybrid 48V eDCS6 | dal 2024                | benzina 3 cilindri Turbo + mild hybrid | turbocompresso          | 1199                    | 110 (81)/5500           | 205/1750                | Automatico doppia frizione a 6 rapporti | 1282                    | 190                     | 9,3"                    | 4.6                     | 103                     | D/D                     |
| Elettrico                             |                         |                                        |                         |                         |                         |                         |                                         |                         |                         |                         |                         |                         |                         |
| Elettrica                             | dal 2024                | elettrico                              | -                       | -                       | 156 (115)/-             | 260/-                   | Riduttore                               | 1584                    | 150                     | 8,2"                    | -                       | 0                       | D/D                     |